# 東京ディズニーリゾート

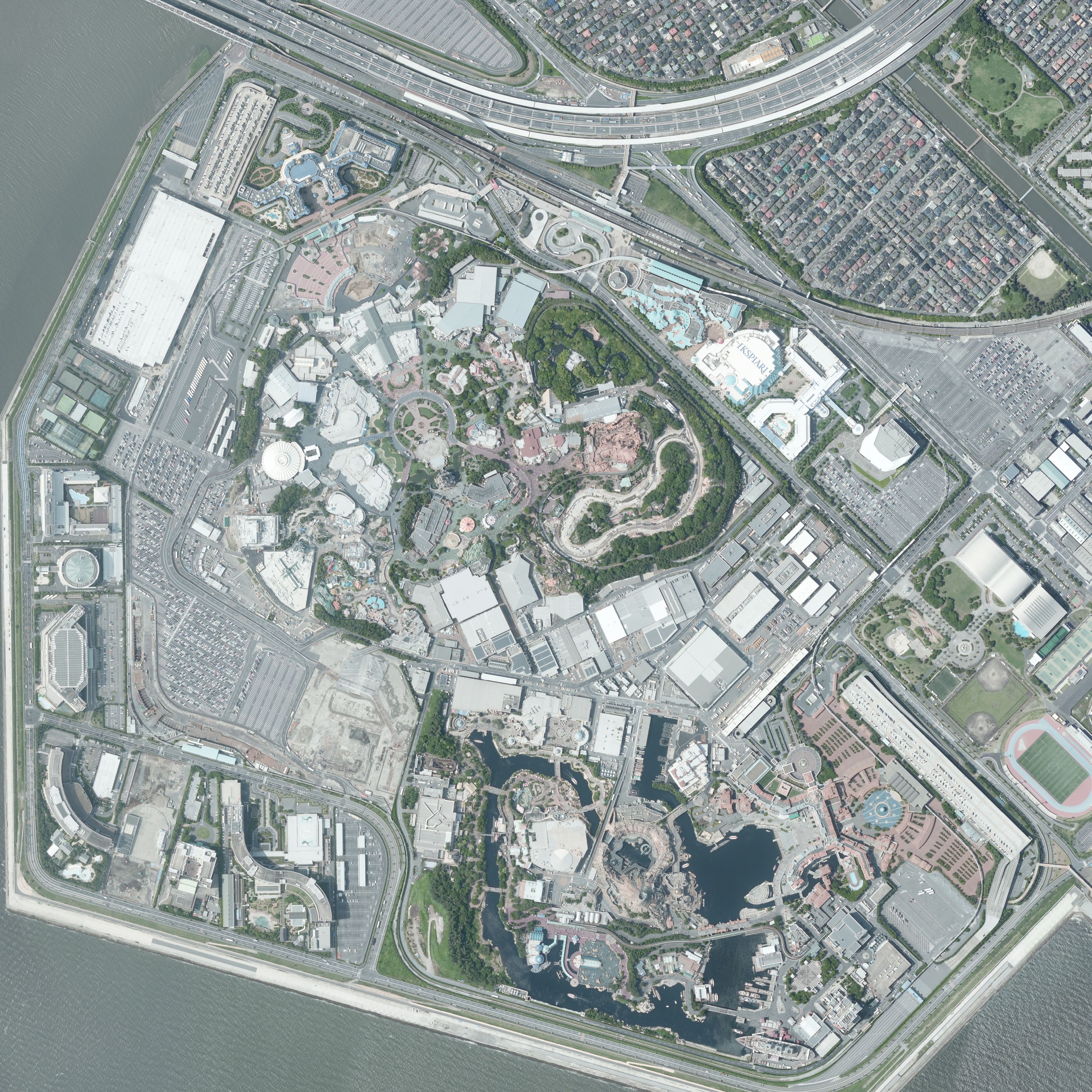
東京ディズニーリゾートの空撮（2019年）

東京ディズニーリゾート（Tokyo Disney Resort、略称: TDR）は、千葉県浦安市舞浜に所在する日本のテーマパークであり、バケーションリゾート。ウォルト・ディズニー・カンパニーのライセンスのもと、株式会社オリエンタルランドが所有・運営している。

## 概要
1983年4月15日に単一のテーマパーク（東京ディズニーランド）としてオープンし、2001年9月4日には世界で初となる"海"をテーマにした第2のテーマパーク（東京ディズニーシー）がオープン。その後、6つのディズニーホテル、6つのオフィシャルホテル、ショッピング施設（イクスピアリ、ボン・ヴォヤージュ）、多目的ホール（舞浜アンフィシアター）を備えたリゾートへと発展した。東京ディズニーランドは、アメリカ以外の国で開園した最初のディズニー・テーマパークであり、ウォルト・ディズニー・カンパニーが一切所有または運営していない世界で唯一のディズニーパーク・リゾート。
2013年〜2019年の年間入場者数は約3000万人程度で推移したが、コロナウイルス感染症の流行中の2020年度は756万人へ減少した。なお、流行がひと段落した2022年度は約2,200万人の入園者数となり、2024年度には約2750万人まで回復した。
ウォルト・ディズニー・カンパニーは来場者の長期滞在を計る目的として、ディズニーパーク単体の運営から、ディズニーによる特定のコンセプトに沿った複数のディズニーパークとホテルなどから成る長期滞在型の「テーマリゾート」への展開を進めている。

## 歴史
- 1983年（昭和58年）4月15日 - 「東京ディズニーランド」が正式に開園[7]
- 1986年（昭和61年）
  - 1月 - ディズニーがオリエンタルランドに対して「東京ディズニー・ワールド構想」を提案
  - 7月20日 - オフィシャルホテル「サンルートプラザ東京」（現：東京ベイ舞浜ホテル ファーストリゾート）が開業
- 1988年（昭和63年）
  - 4月14日 - オフィシャルホテル「シェラトン・グランデ・トーキョーベイ・ホテル&タワーズ」（現：シェラトン・グランデ・トーキョーベイ・ホテル）が開業[8]
  - 4月15日 - 「東京ディズニーランド」5周年の記者会見において、OLC会長の高橋政知（当時）が「第2パーク構想」を発表[9]
  - 7月2日 - オフィシャルホテル「東京ベイヒルトン」（現：ヒルトン東京ベイ）が開業[10]
  - 7月8日 - オフィシャルホテル「第一ホテル東京ベイ」（現：ホテルオークラ東京ベイ）が開業[11]
  - 12月1日 - 最寄り駅である舞浜駅が開業（JR京葉線では舞浜駅の他に新木場駅、葛西臨海公園駅、新浦安駅、市川塩浜駅、二俣新町駅が開業した）
- 1990年（平成2年） 
  - 3月10日 - 京葉線全線開通[12][13]
  - 5月2日 - オフィシャルホテル「東京ベイホテル東急」（現：グランドニッコー東京ベイ 舞浜）が開業[14]
- 1998年（平成10年）
  - 8月1日 - 舞浜駅前開発事業（「イクスピアリ」・「ディズニーアンバサダーホテル」）の建設工事が開始[15]
  - 10月22日 - 「東京ディズニーシー」・「東京ディズニーシー・ホテルミラコスタ」の建設工事が開始[16]
- 2000年（平成12年）
  - 1月1日 - 「リゾート宣言」を発表し「東京ディズニーリゾート」が正式にスタート、初代「東京ディズニーリゾート・アンバサダー」が就任
  - 7月7日 - 「イクスピアリ」、「キャンプ・ネポス」、「ディズニーアンバサダーホテル」が開業
  - 10月24日 - 「ディズニーリゾートライン」の試運転が開始
- 2001年（平成13年）
  - 3月1日 - 「ボン・ヴォヤージュ」が開業
  - 3月23日 - 「東京ディズニーシー」の開業日を発表[17]
  - 7月27日 - 「ディズニーリゾートライン」が開業し、リゾートゲートウェイ・ステーション等4駅が開業[18]
  - 8月1日 - 「東京ディズニーシー」および「東京ディズニーシー・ホテルミラコスタ」のプレビューが開始
  - 9月4日 - 「東京ディズニーシー」、「東京ディズニーシー・ホテルミラコスタ」が正式に開業[19]。
- 2002年（平成14年）11月8日 - 東京ディズニーランド、東京ディズニーシー合わせて3億人目の入園者が来園[20]
- 2006年（平成18年）
  - 3月1日 - 「AMCイクスピアリ16」を「シネマイクスピアリ」に名称変更し、リニューアルオープン
  - 9月3日 - 日産自動車、日本水産、タカラトミー、森永製菓、セイコー、日本ヒルズ・コルゲート、計6社の参加企業が提供を終了。
  - 11月1日 - 東京ディズニーランド、東京ディズニーシー合わせて4億人目のゲストが来園[21]。
  - 11月8日 - タカラトミーと公式スポンサー契約を締結。タカラトミーは9月3日に一旦提供を終了していたため実質復帰となった。
- 2007年（平成19年）
  - 3月3日 - オフィシャルホテル「東京ベイ舞浜ホテル」が開業
  - 7月30日 - ニチレイフーズと公式スポンサー契約を締結[22]
- 2008年（平成20年）
  - 1月8日 - 金属疲労による亀裂で[23]、パレードの公演中に山車から支柱落下事故が発生[24]。パレードを全面中止[25]。
  - 4月15日 - 東京ディズニーランド開業25周年を迎え、東京ディズニーリゾート25thアニバーサリーを開始。そごうとの公式スポンサー契約終了
  - 7月8日 - 「東京ディズニーランドホテル」が開業[26]。
  - 10月1日 - 「シルク・ドゥ・ソレイユ シアター東京」開業、レジデント・ショー「ZED」開幕[27]。
  - 11月2日〜11月10日 - 直営レストラン「ロティズ・ハウス」にて賞味期限の切れた鴨肉を使用し、食べた男性が腹痛を起こした事故が発生[28]
  - 12月22日 - 救急車を車検切れのまま走行させていたとして管理担当者ら14人が書類送検される[29]
- 2010年（平成22年）8月27日 - 東京ディズニーランド、東京ディズニーシー合わせて5億人目の入園者が来園[30]。そのゲストには認定証とミッキーマウスのぬいぐるみ、さらに5年間有効のパスポートが贈られた。また、1億人ごとの突破期間では4億人目から3年300日での達成で最速である。
- 2011年（平成23年）
  - 3月11日 - 東日本大震災の影響により、東京ディズニーランド及び東京ディズニーシーを臨時休園した。パーク内にいたゲストは安全のためパークの外に出ることが出来ないまま、パーク内に避難した。
  - 3月12日 - リゾート全施設が無期限の休業に入る。
  - 3月28日 - イクスピアリのみ営業を再開[31]。
  - 4月1日 - NTTコミュニケーションズ株式会社と公式スポンサー契約を締結。キャストの新規募集を停止。
  - 4月5日 - ボン・ヴォヤージュが営業を再開。
  - 4月15日 - 東京ディズニーランド・東京ディズニーランドホテル・ディズニーアンバサダーホテルが営業を再開[32]。
  - 4月23日 - 東京ディズニーランドが夜間の営業を再開[33]。
  - 4月28日 - 東京ディズニーシーが営業を再開[34]。
  - 8月9日 - キャストの新規募集面接を再開。
  - 12月31日 - 2008年10月1日よりシルク・ドゥ・ソレイユ シアター東京にて行ってきた「ZED」公演を終了[35]。
- 2012年（平成24年）
  - 1月 - 「夢がかなう場所」のさらなるPR促進のため、舞浜ゆめのというオリジナルキャラクターを使用したCMの放送が開始された。
  - 5月28日 - 「レイジングスピリッツ」で安全バーが開いたまま動きだし、乗客が2週間程度の怪我を負う転落事故が発生[36]。同事故の影響で6月13日まで「レイジングスピリッツ」は運航休止[37]。
  - 9月1日 - 旧「シルク・ドゥ・ソレイユ シアター東京」が多目的ホール「舞浜アンフィシアター」として新装開業[38]。初使用は9月9日のテレビ東京「プレミア音楽祭」の公開生放送。
- 2013年（平成25年）
  - 4月15日〜2014年3月20日 - 東京ディズニーランド開業30周年を迎え、東京ディズニーリゾート30周年“ザ・ハピネス・イヤー”開催。
- 2014年（平成26年）
  - 4月12日 - 東京ディズニーランド、東京ディズニーシー合わせて6億人目の入園者が来園[39]。
- 2015年（平成27年）3月31日 - 花王と公式スポンサー契約を締結。
- 2016年（平成28年）
  - 6月1日 - 「東京ディズニーセレブレーションホテル:ウィッシュ」が開業[40]。
  - 9月10日 - 「東京ディズニーセレブレーションホテル:ディスカバー」が開業[40]。
- 2017年（平成29年）
  - 3月27日 - 大和ハウス工業と公式スポンサー契約を締結。同年12月1日から協賛開始。
  - 3月30日 - ジュピターテレコムと公式スポンサー契約を締結。
  - 4月17日 - ダイハツ工業と公式スポンサー契約を締結。同年7月1日から協賛開始。
  - 7月31日 - 東京ディズニーランド、東京ディズニーシー合わせて7億人目の入園者が東京ディズニーランドに来園。7億人目の入園者はメインエントランスで花束を渡された後、特設ステージであらためて7億人目のゲストであることを正式に告げられ、祝福に訪れたミッキーマウスやミニーマウスたちが見守る中、ウォルト・ディズニー・アトラクションズのエグゼクティブ・マネージング・ディレクターのマーク・ナッターから7億人目ゲスト認定書が渡され、オリエンタルランドの上西京一郎社長からは、2020年まで4年間東京ディズニーランドと東京ディズニーシーのどちらでも有効の特別ご招待券、東京ディズニーランドで2020年開始予定の『美女と野獣』のアトラクション特別体験券やミッキーマウスのぬいぐるみが贈られた[41]。
- 2018年（平成30年）
  - 4月15日 - 東京ディズニーランド開業35周年を迎え、東京ディズニーリゾート35周年“Happiest Celebration!”開催。
  - 6月14日 - 東京ディズニーシーの8つ目のテーマポートの開発を含む「東京ディズニーシー大規模拡張プロジェクト」を発表。既存施設への追加投資として過去最高の約2500億円を投入予定[広報 1]。
  - 7月5日 - 東京ディズニーリゾート公式スマートフォンアプリが誕生。アプリ内で、ショーの抽選や、ホテル、レストランの予約など可能となった。
  - 11月5日 - パーク内の一部ショップ、レストラン、および一部商品を除き、全国の交通系ICカード、QUICPay、iDによる電子マネー決済を導入[42]。
- 2019年（平成31年、令和元年）
  - 2月21日 - 新菱冷熱工業と公式スポンサー契約を締結。同年7月1日から協賛開始。
  - 7月10日 -  「ファストパスリマインダー」サービス開始。
  - 7月23日 - 「デジタルファストパス」サービスの運用開始。ディズニーリゾート公式アプリでパークイン後にパスポートまたは、年間パスポートをアプリで読み込むとアトラクションのファストパスが取得できるようになった。
  - 7月23日 - ディズニーシーの「ハンガーステージ」にて新規ショー「ソング・オブ・ミラージュ」が公演開始[43]。同じくディズニーシーに、新アトラクション「ソアリン:ファンタスティック・フライト」をメディテレーニアンハーバーに導入[43][44][45]。
  - 10月12日 - 令和元年東日本台風（台風19号）の影響で東京ディズニーランドおよび東京ディズニーシーを終日休園[広報 2]。災害により休園するのは東日本大震災以来となった[46]。
- 2020年（令和2年）
  - 2月29日 - 新型コロナウイルス感染拡大防止の為、東京ディズニーランド、東京ディズニーシーを終日休園（ボン・ヴォヤージュ、イクスピアリについても休業）。当初は3月15日まで休園の予定だったが、3月11日に休園期間の延長を発表[広報 3]、その後、3月27日に再び休園期間の延長を発表した[広報 4]。これと同時に、4月1日からのディズニーホテルの臨時休館も発表した[広報 5]。
  - 6月23日 - 東京ディズニーランド、東京ディズニーシーの7月1日からの営業再開を発表した[広報 6]。
  - 11月9日 - パーク内の一部ショップおよび一部商品を除き、利用エリアに「千葉県」が記載されている「Go To トラベル」の地域共通クーポンが売店やレストランにて利用可能になる[47][48]。
- 2021年（令和3年）
  - 1月8日 - 新型コロナウイルス感染防止対策や日本政府からの緊急事態宣言発令などを受けて、同日から1月11日までの閉園時間を20時まで、同月12日から3月31日[注釈 2]までは19時とする予定[49][50][51][52][53]。
  - 2月13日 - 緊急事態宣言の延長を受けて、同日から3月31日[注釈 2]までの開園時間を10時に変更[51][52][53]。
  - 3月18日 - パーク内の英語アナウンスをジェンダーに中立的な表現に順次変更[54]。
  - 3月20日 - 日曜日・祝日・ゴールデンウィークなどの繁忙期におけるチケット価格を高めに設定する変動価格制を導入[55]。
  - 3月22日 - 緊急事態宣言の解除を受けて、入園者数の上限緩和（1万人）を実施[53]。
  - 4月1日 - 営業時間を東京ディズニーランドは9時から20時までの11時間、東京ディズニーシーは9時から21時までの12時間にそれぞれ拡大。入園者数の上限緩和（2万人）を実施[56]。延期されていたディズニーホテル宿泊者向けの「アーリーエントリーチケット」の販売開始[57]。
  - 4月6日 - 2018年11月28日に開発計画を発表していた、「トイ・ストーリー」シリーズをテーマとした5番目のディズニーホテルの正式名称を「東京ディズニーリゾート・トイ・ストーリーホテル」と発表。2021年度中開業予定[58][広報 7][広報 8]。
  - 4月20日 - 浦安市にまん延防止等重点措置が適用されることを受けて、同日から5月11日まで、東京ディズニーシーの閉園時間を20時までに変更。両パークの入園者数も5,000人に制限[59]。
  - 4月28日 - まん延防止等重点措置強化を受けて、同日から5月11日まで、アルコール飲料の販売を停止[60]。
  - 5月10日 - アルコール飲料の販売停止を5月31日まで延長を決定[61]。
  - 5月17日 - まん延防止等重点措置延長を受けて、同日から5月31日まで、営業時間を10時から19時までの9時間に短縮予定[62]。同期間の「アーリーエントリーチケット」の販売を停止[63]。
  - 5月29日 - 千葉県によるまん延防止等重点措置の再延長を踏まえ、パークの営業時間の短縮を6月20日まで延長することを発表。同期間の「アーリーエントリーチケット」の販売を停止[64]。アルコールの販売停止も同日まで延長[65]。
  - 5月30日 - 東京ディズニーリゾート・チケットセンターをクローズ[66]。
  - 6月19日 - 千葉県によるまん延防止等重点措置の再延長を踏まえ、パークの営業時間の短縮を7月11日まで延長することを発表。アルコールの販売停止も同日まで延長[67]。
  - 7月10日 - 千葉県によるまん延防止等重点措置の再延長を踏まえ、パークの営業時間の短縮を8月22日まで延長することを発表。アルコールの販売停止も同日まで延長[68]。
  - 7月31日 - 緊急事態宣言再発令を受けて、パークの営業時間の短縮を8月31日まで延長することを発表。アルコールの販売停止も同日まで延長[69]。
  - 8月18日 - 緊急事態宣言延長を受けて、パークの営業時間の短縮を9月12日まで延長することを発表。アルコールの販売停止も同日まで延長[70]。
  - 9月10日 - 緊急事態宣言延長を受けて、パークの営業時間の短縮を9月30日まで延長することを発表。アルコールの販売停止も同日まで延長[71]。
  - 9月30日 - 同年10月1日に緊急事態宣言が解除されることを受けて、入園者数の上限緩和（1万人）を実施。なお、パークの営業時間短縮は継続する[72]。
  - 10月11日 - 千葉県が定めている確認店の認定を取得したことに伴い、一部店舗でのアルコール販売を時間を限定（11時から19時まで）した上で再開[73]。
  - 10月25日 - 入園者数の上限緩和を段階的に実施[広報 9][74]。モバイルバッテリーのレンタルサービスを開始[注釈 3][75]。
  - 11月1日 - 営業時間を東京ディズニーランドは9時から20時までの11時間、東京ディズニーシーは9時から21時までの12時間にそれぞれ拡大。アーリーエントリーチケットの販売も再開[広報 9][76]。
  - 12月1日 - 東京ディズニーランドの営業時間を9時から21時までの12時間に拡大[77]。
- 2022年（令和4年）
  - 1月21日 - 千葉県にまん延防止等重点措置が適用されることを受けて、同日から2月28日まで、両パークの入園者数を20,000人以下に制限[78]。
  - 2月26日 - 東京ディズニーランド、東京ディズニーシー合わせて8億人目の入園者が来園[79]。
  - 3月1日 - 千葉県から入園者数の緩和が認められたことを受けて、同日から入園者数の上限を収容率である50%を超えない範囲で段階的に引き上げる[80]。
  - 4月5日 - 「東京ディズニーリゾート・トイ・ストーリーホテル｣を開業[81]。
  - 5月19日 - リゾート内2アトラクションに「ディズニー・プレミアアクセス」を導入[82]。
  - 9月1日 - 屋外でのマスク着用について、条件付きで外すことを可能とするようルールを変更した。また、未就学児の着用を任意とした[83]。
  - 10月13日 - 日本政府からの観光支援策の一環として、同日から2023年1月末まで、条件を満たした人に「イベント割」を適用される入場チケットを数量限定で販売[84]。
- 2023年（令和5年）
  - 3月13日 - 日本政府によるマスク着用規制緩和に伴い、同日から園内での来園者とキャストのマスク着用について、個人の判断に委ねることに変更[85][86]。
  - 4月15日 - 同日より「東京ディズニーリゾート40周年“ドリームゴーラウンド”」開催。
  - 5月8日 - 日本政府が新型コロナウイルスの感染症法上の位置づけを5類に移行したことを受けて、新型コロナウイルス感染拡大予防ガイドラインを廃止した[87][88]。
  - 6月7日 - ファストパスサービスの提供を終了することとともに、東京ディズニーリゾート40周年記念プライオリティパスのサービスを夏ごろから開始すると発表[89]。
  - 7月26日 - 東京ディズニーリゾート40周年記念プライオリティパスのサービスを開始。
  - 9月11日 - 一部店舗にてクレジットカードのタッチ決済[注釈 4]を導入[90]。
- 2024年（令和6年）4月1日 - カルビーと公式スポンサー契約を締結[91]。
- 2024年　(令和6年)　6月6日 - 東京ディズニーシーの新エリア「ファンタジースプリングス」がグランドオープン。（8番目の新テーマポート）
- 2024年（令和6年）6月6日 - 「東京ディズニーシー・ファンタジースプリングスホテル｣を開業[81]。

### 名称決定まで
1983年4月15日、アメリカ国外では初となる「ディズニーパーク」、「東京ディズニーランド (TDL) 」開園した。1970年代に立て続けに発生したオイルショックの後の、ゆるやかな経済成長時にオープンしたこのパークは、「余暇をいかに楽しむか」を考える余裕が出てきた日本人の心をつかみ、初年度は1036万人もの入園者を数えた。その後、「科学万博つくば85」の開催や、バブル景気に影響されて全国各地に建設されたスキー場やゴルフ場、遊園地の中でも、強い独自色を発揮し、着実に入園者数を増やしていった。
1986年1月、ウォルト・ディズニー・カンパニー（以下、ディズニー）は、TDLを経営・運営するOLCに対し、舞浜地区全体の開発を目指した「東京ディズニーワールド構想」を提案してきた。OLCは社内での検討の末、1988年4月15日に開かれたTDL開園5周年の記者会見の席上で、会長の高橋政知（当時）が「第2パーク構想」について発表する。ただし、当時ディズニーでは、ディズニーパークとホテルなどの複合体を「リゾート」とは呼んでおらず、唯一複合体をなしていたのは、フロリダのウォルト・ディズニー・ワールドだけであった。
その後、いくつものディズニー側からの提案のOLC側での検証や、OLC社内の意見の相違などを経て、TDLに次ぐ第2のディズニーパークである「東京ディズニーシー (TDS) 」を始めとして、「イクスピアリ」、「ボン・ヴォヤージュ」など、現在のTDRを形作る施設の全体像が決まってきた。そんな中、ウォルト・ディズニー・アトラクション・ジャパン (WDAJ) 社長（当時）のジム・コーラ（現・ディズニーレジェンド）とOLCとの間でやり取りされた書簡の文中に「東京ディズニーリゾート」という名称が初めて出てきた。当初、OLCは舞浜地区全体を「舞浜リゾート」と呼び、そのエリアの中にディズニー関連施設とその他の施設が共存するイメージを持っており、自社の敷地すべてに「ディズニー」のブランドをかぶせられることに難色を示した。 その後、OLC独自の施設をリゾートに含む全体計画についてはディズニーと合意できたものの、リゾート全体を表す名称について、ディズニー・OLCで意見の相違が残った。
このリゾート全体に「ディズニー」の名称を使えるというアメリカ側の提案について、OLC側は自社「リゾート」の名称に対してディズニーによる一方的な「命名」であると公式に不快感を示したが、最終的にはディズニー側からの「東京ディズニーリゾート」の名称使用の正式な提案を受け入れ、これがそのまま正式な名称となった。

## 構成

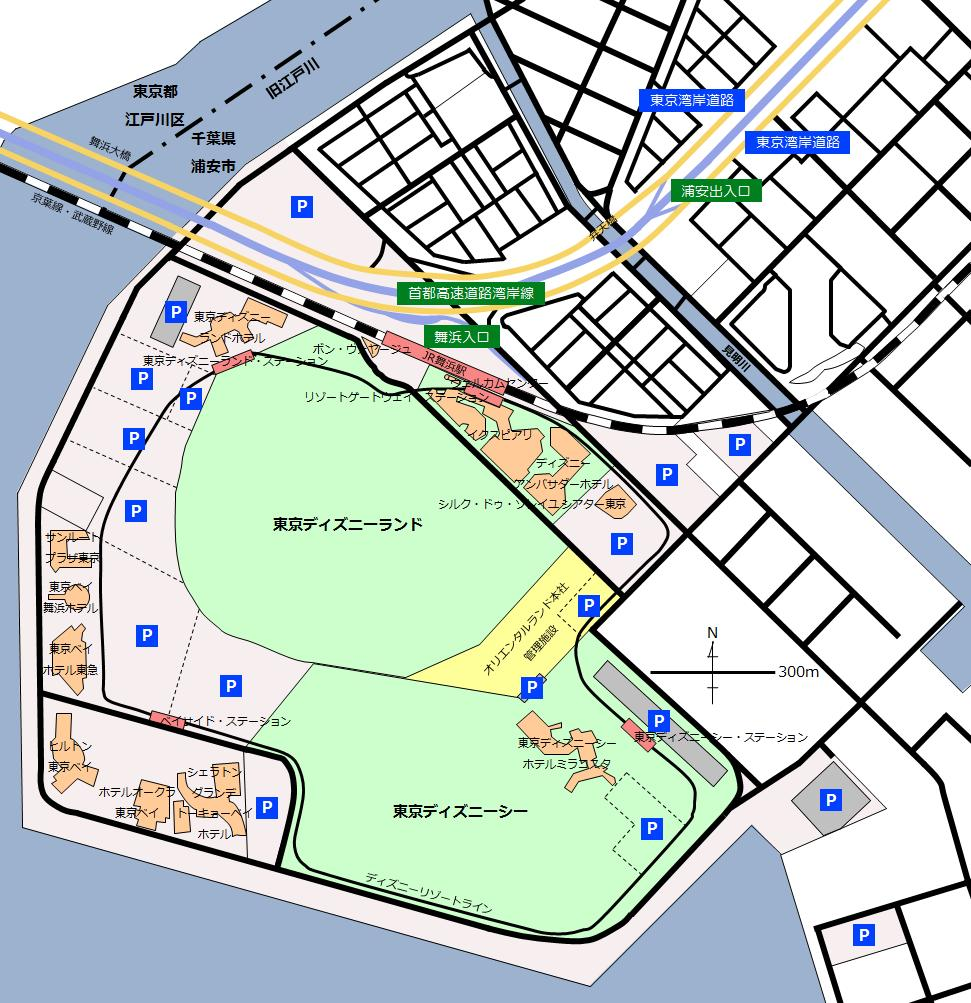
東京ディズニーリゾートの地図

東京ディズニーリゾートは以下の施設から構成される。

### ディズニーパーク
- 東京ディズニーランド
- 東京ディズニーシー

### 多目的ホール
- 舞浜アンフィシアター

### ディズニーホテル
- ディズニーアンバサダーホテル
- 東京ディズニーシー・ホテルミラコスタ
- 東京ディズニーランドホテル
- 東京ディズニーセレブレーションホテル
- 東京ディズニーリゾート・トイ・ストーリーホテル
- 東京ディズニーシー・ファンタジースプリングスホテル

### オフィシャルホテル（開業順）
- 東京ベイ舞浜ホテル ファーストリゾート[注釈 5]
- シェラトン・グランデ・トーキョーベイ・ホテル
- ヒルトン東京ベイ
- ホテルオークラ東京ベイ[注釈 6]
- グランドニッコー東京ベイ 舞浜[注釈 7]
- 東京ベイ舞浜ホテル

### ショッピング施設
- イクスピアリ
- ボン・ヴォヤージュ

### リゾート内の交通機関
- ディズニーリゾートライン
- ディズニーリゾートクルーザー

### 総合サービスセンター
- 東京ディズニーリゾート・ウェルカムセンター
  - 舞浜駅前に位置し、ディズニーホテルおよびオフィシャルホテル宿泊者への各種サービスを提供する。

### 過去に存在した施設
- 東京ディズニーリゾート・チケットセンター

## 公認ホテル
東京ディズニーリゾートの敷地外にある近隣ホテルにも公認ホテルとして提携を行っているものがあり、宿泊客向けの各種特典が存在する。
2021年6月現在このようになっている。

### パートナーホテル
東京ディズニーリゾート近郊の新浦安駅地区にある、4つのホテルで構成されており、「ディズニーホテル」、「東京ディズニーリゾート・オフィシャルホテル」に次ぐ内容の宿泊客特典を備えている。
- 浦安ブライトンホテル東京ベイ
- オリエンタルホテル東京ベイ
- ホテルエミオン東京ベイ
- 三井ガーデンホテルプラナ東京ベイ

### グッドネイバーホテル
東京ディズニーリゾートへの無料送迎バス「グッドネイバーホテル・シャトル」（予約制）で結ばれており、パークのチケット付き宿泊パッケージや、ホテル内で東京ディズニーリゾートの最新情報が取得できるなどの特典がある。
- 新宿・千代田・中央エリア
  - 京王プラザホテル
- 台場・有明エリア
  - 東京ベイ有明ワシントンホテル
  - グランドニッコー東京 台場
  - 相鉄グランドフレッサ 東京ベイ有明
  - ヒルトン東京お台場
- 江東・墨田エリア
  - 第一ホテル両国
  - 東武ホテルレバント東京
  - ホテルイースト21東京
- 千葉・幕張エリア
  - 京成ホテルミラマーレ
  - ホテルニューオータニ幕張

## チケット
東京ディズニーリゾートの各ディズニーパークへの入園には、パスポートと称する入園と回数無制限の施設利用がセットになったチケットが必要である。なお、2001年3月31日以前は入園券と施設利用券が別立ての制度もあったが、2001年4月1日以降はパスポートに統一され、それ以外の入場方法は存在しない。

### 現在のチケット[94]
いずれの券種でも、園内への入園と施設内のアトラクション全てが回数制限なく利用できる。連続使用可能な日数や対象者、特典などの差異により様々な種類のパスポートが発売されている。
通年販売
- 1日券
  - 1デーパスポート
  - 1デーパスポート（障がいのある方向け）

- 入園時間指定券
  - アーリーイブニングパスポート（休日の15時より入園可能）
  - ウィークナイトパスポート（平日の17時より入園可能）

- 期間限定
  - 1デーパークホッパーパスポート（午前11時までは1パーク、以降は両パークに入園可能）
  - ファンダフルディズニーパスポート

販売休止中
- 入園時間指定パスポート（午前10:30～、正午12時～）
- シニアパスポート
- ギフトパスポート
- 2デーパスポート
- 3デーマジックパスポート
- 4デーマジックパスポート
- 年間パスポート
  - 2パーク年間パスポート
  - 東京ディズニーランド年間パスポート
  - 東京ディズニーシー年間パスポート

購入方法
インターネット上から東京ディズニーリゾート・オフィシャルウェブサイトを通じて購入申し込みと代金を事前に決済を行うと、購入の際に利用したMyDisney（マイディズニー）アカウントでログインしている東京ディズニーリゾート・アプリに、パークチケットが表示される。
- チケット画面には二次元コードがあり、二次元コード部分を使用することで入園することができる。
- この他にもコンビニのマルチコピー機や旅行代理店などを通じてパークチケットを購入することができる。
- 2025年5月現在では現地での紙チケット販売は行っていない。

補足情報
- 2001年4月1日以降は全てのアトラクションが利用できるパスポート制となったため、園内のアトラクション利用においてチケットを提示する必要は基本的に無く、グッズの購入制限時等、個人の識別が必要な時にのみ使用する。
- 2001年4月1日以降はバーコードタイプのパスポートだったが2014年7月7日からは二次元コードタイプのパスポートになっている。。
- 年間パスポートには2パーク共通/ランドのみ/シーのみの3種類存在する。いずれもパークが指定する使用不可日や、入園制限中は利用出来ない。
- 2020年7月1日からは新型コロナウイルス感染防止策として日付指定券のみとし、券種も1デーパスポートと入園時間指定パスポートのみの販売となる。

### 過去のチケット
入園券
入園のみが出来るチケット。ショー・パレードの観覧と、物販施設が利用出来た。アトラクションの利用にはアトラクション券が必要であった。現在はアトラクション券は必要なし。
アトラクション券
入園券で入園した上でアトラクションを利用する際に必要となるチケット。アトラクションの種類に応じてA券からE券までの価格の異なるいずれかの券が必要であった。

- 2001年3月31日までは、園内のアトラクション利用において、パスポートで入園したゲストはパスポートをキャストに提示し、入園券で入園したゲストは各アトラクションの入り口でアトラクション券をキャストに渡していた。今でもカリブの海賊やスプラッシュマウンテン等、一部アトラクションには名残りとして、アトラクション券の受け渡しの台が残っている。
- その他、ビッグ10をはじめとする、入園券とアトラクション券がセットになったチケットも、多数発売された。

## 東北地方太平洋沖地震の対応
2011年3月11日に東北地方太平洋沖地震（東日本大震災）及び東京電力・福島第一原子力発電所での事故が発生した後、東京ディズニーリゾートでは以下のように対応を行った。
- 3月11日
  - 地震発生直後、新規入場者の入場を取りやめた。パーク内にいたゲストは、舞浜周辺の道路封鎖（原因は地震による液状化現象など）及び公共交通機関が運休してしまったためにしばらく園内から退出できず、パーク内で約2万人のゲストが一晩を過ごした[98][99]が、パーク内にいたゲスト・キャストに怪我人は発生しなかった[広報 10]。東京ディズニーランドの屋内に収容しきれなかった約1500人のゲストはバックヤード経由で東京ディズニーシー側へ移動した[99]。
- 3月12日
  - 終日臨時休園。この日以降も休園続行。
- 3月13日
  - 各ディズニーホテル及びパーム&ファウンテンテラスホテルの宿泊とレストラン営業再開については、ディズニーパークが運営開始するまで行わないことを発表した[広報 11]。
- 3月18日
  - 2011年3月11日からの休園期間中の日付指定パスポートを持っているゲストは、パーク運営再開後、2012年3月31日までに東京ディズニーランド又は東京ディズニーシーのチケット販売窓口にて手続きすることで、「発効日から1年間有効の再入園パスポートに交換」の処置がなされた[広報 12]。
  - ディズニーホテル及びリゾート施設の予約は、オリエンタルランドにて全て“施設側都合”でキャンセル処理した[広報 12]。
  - 東京ディズニーシーが開園10周年を記念して、全国19都市を回るツアー『東京ディズニーシー10thアニバーサリーツアー“Be Magical!”』の開催を全て中止とした[広報 13]。
- 3月26日
  - 地震発生後に休止していたテレビコマーシャルを被災お見舞いバージョンで再開し、「皆様の笑顔にお会いするために再開に向け準備中」と休園中であることを告知[100]。
- 3月28日
  - リゾート内の施設「イクスピアリ」が一部店舗を除いて営業を再開する[31]。営業時間は短縮した。
  - パーク内の状況が写真付きで公式ホームページ上にて公開された[広報 14]。
- 3月30日
  - “4月6日（上旬）には施設の一部について時短で営業を再開する”との意向を関係者が示したと報道される[101][102][103]。一方オリエンタルランドはこれを「公式に発表したものではなく、現時点で決定した事はない」と否定[広報 15]。実際の再開については、「5日前の午後8時までに公表する」としている。
- 3月31日
  - 2011年4月1日より公式サイト上の休止施設に「ファンダフル・ディズニー事務局」「ディズニーホテル レストランインフォメーション」が削除されたため、事実上再開したことになる。
  - 2011年4月2日よりディズニーリゾートラインが運行再開することをディズニーリゾートライン公式サイトにて発表。原発事故による電力事情悪化により、当面の間は通常の5割程度の本数で運行。運行時間も9時から22時で13分間隔で運行再開[広報 16]。
- 4月5日
  - 「ボン・ヴォヤージュ」が営業時間短縮で再開（前日に公式サイト上にて発表）。
- 4月6日
  - 一部関係者によって表明されていた“再開予定日”だが休園が続く。オリエンタルランドは計画停電の問題から「5月にずれ込む」との見通しを示す[104]。
- 4月7日
  - 公式サイト上でパーク運営再開日の発表が「パーク再開日5日前の午後8時までにお知らせ」から「パーク再開日3日前の午後8時までにお知らせ」に修正された。
- 4月12日
  - 公式に東京ディズニーランド・東京ディズニーランドホテル・ディズニーアンバサダーホテル・シルク・ドゥ・ソレイユ シアター東京の運営再開日を発表[105]。[広報 17]。
  - 東京ディズニーランド・東京ディズニーシーでは来園者のパスポート代の中から300円を、各ディズニーホテルの宿泊者の宿泊代金のなかから1,000円をそれぞれ被災地復興のための義援金として日本赤十字社に寄付することを発表[広報 18]。
- 4月19日
  - 一部で夜間営業再開の記事が報道されたが、オリエンタルランドはこの報道を否定[広報 19]。
- 4月20日
  - 前日に否定した東京ディズニーランドの夜間営業が4月23日より再開することを発表[広報 20]。
- 4月23日
  - 東京ディズニーランドが夜間の営業を再開[33]。
- 4月28日
  - 東京ディズニーシーが営業を再開[34]。
  - 東京ディズニーシー10周年記念イベント「Be Magical!」の開催を延期することを発表。
- 5月6日
  - 東京ディズニーリゾートを運営するオリエンタルランドは休園期間中、97億円の特別損失を計上。休園中の人件費に53億円、復旧作業費用に44億円かかったことを発表[106][107]。
  - 東京ディズニーシー10周記念イベント「Be Magical!」の開催時期が2011年9月4日から2012年3月19日になることを発表。
- 6月1日
  - 東京ディズニーリゾート バケーションパッケージの販売再開。
- 7月30日
  - 東京ディズニーリゾート・パートナーホテル「パーム&ファウンテンテラスホテル」が10月1日に営業を再開することを公式サイト上で発表。これにて東京ディズニーリゾート内全施設が営業再開することとなる。

### 各施設の営業休止・再開状況
リゾート内各施設は3月12日から営業を休止し、3月末から順次営業を再開した。
- イクスピアリ（3月28日から）
- ファンダフル・ディズニー事務局（4月1日から）
- ディズニーホテル レストランインフォメーション（4月1日から）
- ディズニーリゾートライン（4月2日から）
- ボン・ヴォヤージュ（4月5日から）
- 東京ディズニーリゾート・チケットセンター（4月13日から）
- 東京ディズニーリゾート・オンライン予約・購入サイト（4月14日から）
- 東京ディズニーランド（4月15日から）
- 東京ディズニーランドホテル（4月15日から）
- ディズニーアンバサダーホテル（4月15日から）
- 東京ディズニーリゾート・ウェルカムセンター（4月15日から）
- シルク・ドゥ・ソレイユ シアター東京（4月23日から）[広報 21]。※2011年12月31日をもって終演。
- 東京ディズニーシー（4月28日から）
- 東京ディズニーシー・ホテルミラコスタ（4月28日から）
- 東京ディズニーリゾート キャスティングセンター（6月17日から）
- パーム&ファウンテンテラスホテル（10月1日から）

舞浜周辺を含む浦安市南部一帯（国道357号・首都高速湾岸線以南）が埋立地で、液状化現象により駐車場など立地に被害が出ていたことやインフラ（主として下水道）の損壊、また首都圏の交通網の混乱などが当初の問題であったが、それらが回復に向かった後も、東京電力の電力供給力の長期的な喪失とそれにともない実施された計画停電によって再開が困難な状況が継続した（当時の全施設が営業すると、東京ドーム10個分、一般家庭6万世帯分に相当する約57万kW/hを消費した）。電力不足は夏期に一層深刻化する課題であり、またインフラの復旧に1か月余りを要した地元への配慮や震災後の自粛ムードなどもあり、主要施設で春休みシーズンを挟んで1か月以上休業する結果となった。

### パーク再開後対応
東京ディズニーリゾート
- 「東京ディズニーリゾート・オンライン予約・購入サイト」では、東京ディズニーシー・ホテルミラコスタを除くディズニーホテルのみの宿泊予約が可能となった。
- 2011年4月15日再開当日には約1万人のゲストがメインエントランス前で待っていた。当日は5分早い7時55分より開園した。
- 2011年4月15日、オリエンタルランド社長の上西京一郎は8月下旬までに5,000キロワットの自家発電機を3台用意することを発表。発電機の投資額は総額およそ30億円になる。
- 2011年4月22日より、『"We Are One"心はひとつ』と書かれたチャリティー・リストバンドを1つ300円で販売をし、売上金は全て義援金として日本赤十字社に寄付するという。
- 2011年4月25日より、オンラインでのチケット販売を再開。同時にディズニーeチケットの販売もスタート。
- 節電対策は以下の通り行っている。節電対策は東京ディズニーリゾートは勿論のこと、オリエンタルランドの社内でも同じ節電対策を行っている。
  - 照明をゲストの安全確保を前提に抑制。（社内のロビー・オフィスも同様。）
  - エスカレーター・エレベーター・噴水等の使用抑制。
  - 空調の温度調節。
  - 各トイレのハンドドライヤーの使用停止。
  - 各パークで行われるパレードやショーのフロート・水上ショーで使用する船（バージ）は、公演中の電力供給を必要とするものではない。フロートに関しては充電式のバッテリーで走行や電飾点灯を行っている。ちなみにバッテリーの充電は電力需要の最も少ない深夜帯も活用しながら行っている。バージに関しては各バージ内に発電機を搭載し、その力で走行・点灯を行っている。

- 2011年5月14日までの期間行ってきた両パークチケットとディズニーホテル宿泊料金などから集まった義援金の合計が4億2099万4855円となった。
- ショー「ディズニー・マジック・イン・ザ・スカイ」は9月4日に再開。

東京ディズニーランド
2011年4月15日、東京ディズニーランド開園28周年の日にパーク運営再開することが決定された。
- 運営再開後暫くの間は運営時間が8:00 - 18:00と短縮運営となる。4月23日以降より通常営業。
- 園内の噴水やトイレ内のハンドドライヤーは節電のため停止。
- パレード「ジュビレーション!」は4月18日まで、「東京ディズニーランド・エレクトリカルパレード・ドリームライツ」は運営時間短縮の為、当面の期間中止の予定だったが、運営時間が通常に戻ったことと、電力影響に問題ないということで、4月23日より再開した。
- アトラクション「シンデレラのフェアリーテイル・ホール」は予定通り2011年4月15日にグランドオープン。
- アトラクション「ビッグサンダー・マウンテン」は震災の影響によりメンテナンスを2011年4月29日まで継続。
- ショーレストランも休止していたが、5月1日より再開。

東京ディズニーシー
2011年4月28日よりパーク運営再開することが発表された。
- 運営時間は通常通り。
- 東京ディズニーシー10thアニバーサリーイベント「Be Magical!」は延期が決定。開催予定日は2011年9月4日から翌年3月19日。

## サービス

### スタンバイパス
東京ディズニーランドおよび東京ディズニーシーで導入されているアトラクション・ショップ・レストランの整理券予約システム。アトラクション等に並ぶ人数を減らし、密になることを減らす目的で東京ディズニーシーでは2020年9月23日より、東京ディズニーランドでは同年12月22日より導入。スタンバイパスが発行されている時間帯では、対象施設はスタンバイパスを取得したゲストのみが利用できる。施設によって対象となる時間帯が異なる。
2020年9月23日から同年12月21日までは、1度取得すると次に取得可能となるのはアトラクションの乗車時間以降であったが、同年12月22日からは取得可能時間が表示され、その時間が過ぎると次のアトラクションの取得が可能となった。

#### 利用方法
1. パークに入園後、東京ディズニーリゾート・アプリから対象施設を選択し、スタンバイパスを取得する。
2. 利用可能時間になったら利用施設の入り口に行き、利用者全員の二次元コードを提示し読み取りを行う。

#### 対象施設
東京ディズニーランド、東京ディズニーシーともに状況により対象施設は変更される。最新の対象施設は東京ディズニーリゾートのホームページに掲載されている。

### エントリー受付
東京ディズニーランドおよび東京ディズニーシーで導入されているアトラクション、キャラクターグリーティング、ショーの予約システム。健康と安全のための対策として利用人数の制限などを目的に、東京ディズニーランドおよび東京ディズニーシーで2020年9月19日より導入。対象施設ではエントリー受付を行い、抽選に当選した場合のみ利用できる。対象施設は混雑状況などにより変更になることがある。

#### 利用方法
1. パークに入園後、東京ディズニーリゾート・アプリから対象施設と時間を選択する。
2. 抽選の結果、当選した場合に利用時間が指定される。
3. 利用可能時間になったら利用施設の入り口に行き、利用者全員の二次元コードを提示し読み取りを行う。

#### 対象施設
- 東京ディズニーランド
  - キャラクターグリーティング
    - メインストリート・ハウス前

  - ショー
    - ミッキーのマジカルミュージックワールド
    - クラブマウスビート
    - ジャンボリミッキー！レッツ・ダンス！

- 東京ディズニーシー
  - ショー
    - ビッグバンドビート～ア・スペシャルトリート～
    - ドリームス・テイク・フライト（2025年7月16日～）
    - ドックサイド・スプラッシュ・リミックス（2025年7月2日～）

### 40周年記念プライオリティパス
東京ディズニーランドおよひ東京ディズニーシーで導入されているアトラクションを優先的に短時間で体験できるサービス。正式名称は「東京ディズニーリゾート40周年記念プライオリティパス」。東京ディズニーリゾートの開園40周年を記念して2023年7月26日から導入されている。サービスは40周年記念イベント終了後の2024年4月1日以降も利用できることが発表されており、終了日は未定。尚、プライオリティパス導入と同時に「ディズニー・ファストパス」がサービスを終了した。

#### 利用方法
1. パークに入園後、東京ディズニーリゾート・アプリから対象施設を選択し、プライオリティパスを取得する。
2. 利用可能時間になったら利用施設の入り口に行き、利用者全員の二次元コードを提示し読み取りを行う。

#### 対象アトラクション
- 東京ディズニーランド
  - ホーンテッドマンション
  - モンスターズ・インク“ライド＆ゴーシーク！”
  - スター・ツアーズ：ザ・アドベンチャーズ・コンティニュー
  - プーさんのハニーハント
  - ビックサンダー・マウンテン

- 東京ディズニーシー
  - ニモ＆フレンズ・シーライダー
  - タートル・トーク
  - 海底2万マイル
  - マジックランプシアター
  - レイジングスピリッツ
  - インディ・ジョーンズ®・アドベンチャー： クリスタルスカルの魔宮

## 事件・事故
2013年5月に施設内のレストラン（ホテル内のレストランを含む）のメニューで実際に用いている食材と異なる食材を表示していたことが発覚した。問題となった食材は紅ズワイガニをズワイガニ、ブラックタイガーをクルマエビ、国産牛を和牛、国産鶏を地鶏と表示していたもの。問題が発覚したレストラン・ホテルはキャプテンフックス・ギャレー、東京ディズニーシー・ホテルミラコスタ、ディズニーアンバサダー ホテル、東京ディズニーランドホテル。